# Jordi Fàbrega i Sabaté
Jordi Fàbrega i Sabaté (Lleida, 10 de juliol de 1972) és ex-batlle de la Seu d'Urgell, polític català com a cap de llista de JuntsxLaSeu, metge de pediatria i director adjunt de l'Hospital de la Seu d'Urgell.
L'any 2018 és presentà, a instàncies de l'antic batlle, a l'alcaldia de la capital del Pirineu, la Seu d'Urgell. Per tant, fou cap de llista a les municipals de 2019 per Junts per la Seu.
Després de les eleccions i mitjançant un pacte amb ERC es proclamà batlle de la capital urgellenca (la meitat del període per ell i l'altra meitat pel seu soci, Francesc Viaplana, d'ERC).
Des d'octubre de 2024 és el responsable de salut del seu partit.